# Microdon macquartii
Microdon macquartii är en tvåvingeart som beskrevs av Lynch Arribalzaga 1891. Microdon macquartii ingår i släktet myrblomflugor, och familjen blomflugor.
Artens utbredningsområde är Uruguay. Inga underarter finns listade i Catalogue of Life.